# West Hill Cliff Railway
| West Hill Cliff Railway            | West Hill Cliff Railway |
| ---------------------------------- | ----------------------- |
| Tunnel der West Hill Cliff Railway |                         |
| Streckenlänge:                     | 0,150 km                |
| Spurweite:                         | 1829 mm                 |
| Maximale Neigung:                  | 330 ‰                   |
|                                    |                         |

Die West Hill Cliff Railway (auch: West Hill Lift) ist eine Standseilbahn in der Stadt Hastings in Großbritannien.

## Geschichte und Beschreibung
Das ca. 90.000 Einwohner zählende Seebad Hastings liegt in der Grafschaft East Sussex im Südosten Englands. Die Standseilbahn führt von der Altstadt zur Burgruine Hastings Castle auf dem Plateau oberhalb der Klippen. Zweck ihrer Errichtung war der Tourismus – vom Burghügel aus bietet sich ein weiter Blick über die Altstadt, die Küste und den Ärmelkanal.
Anders als die nahe East Hill Cliff Railway, die in einem Einschnitt auf das Plateau führt, wurde die Trasse der West Hill Cliff Railway weitgehend in einem Tunnel angelegt. Entsprechende Anlagen existierten in England nur in Broadstairs und Clifton, einem Vorort von Bristol.
1889 begann die Hastings Lift Company mit dem Bau der Bahn, der zunächst auf lokalen Widerstand stieß. Am 25. März 1891 wurde sie deshalb mit Verspätung eröffnet. Vermutlich als Folge der Verzögerungen beim Bau und gestiegener Kosten – das vorgesehene Budget wurde um mehr als 50 % überschritten – ging der Betreiber 1894 in Konkurs. Die Hastings Passenger Lift Company übernahm die Bahn, ehe 1947 der Hastings Borough Council Eigentümer wurde.
Gebaut wurde die Bahn von A H Holme & C W King aus Liverpool; die technische Ausrüstung lieferten Waygood & Company aus London, das Zugangsbauwerk der Talstation an der George Street errichtete die Elliot’s Patent Stone Company. Die auf einem dreieckigen Rahmen ruhenden Fahrzeuge mit Holzaufbauten stammten von der Midland Railway Carriage & Wagon Company. Jedes der beiden Fahrzeuge kann zwölf sitzende und vier stehende Fahrgäste aufnehmen.
Die Strecke wurde zweispurig angelegt, jedes der beiden Fahrzeuge befährt ein eigenes Gleis. Sie ist 151,5 m lang, davon liegen 121,8 m in einem zylindrischen Tunnel mit einem Durchmesser von 5,4–5,7 m, für dessen Bau 1,75 Millionen Ziegelsteine verwendet wurden. Bei einer Steigung von 33 % überwinden die beiden parallelen Gleise einen Höhenunterschied von 51,5 m. Die Spurweite beträgt 1829 mm.
Ursprünglich wurden die in der Bergstation untergebrachten Winden der Zugseile der Bahn von einem Gasmotor der Firma Crossley Gas bewegt. 1924 wurde dieser durch einen Tangye-Dieselmotor und 1971 jener durch einen Elektromotor ersetzt. Zum hundertsten Jubiläum im Jahr 1991 wurde die Bahn komplett überholt.

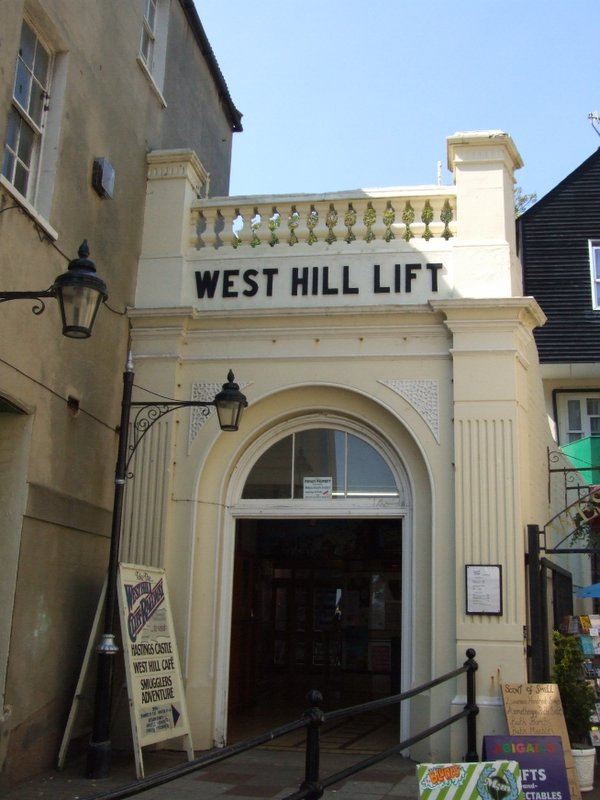
Zugang zur Talstation
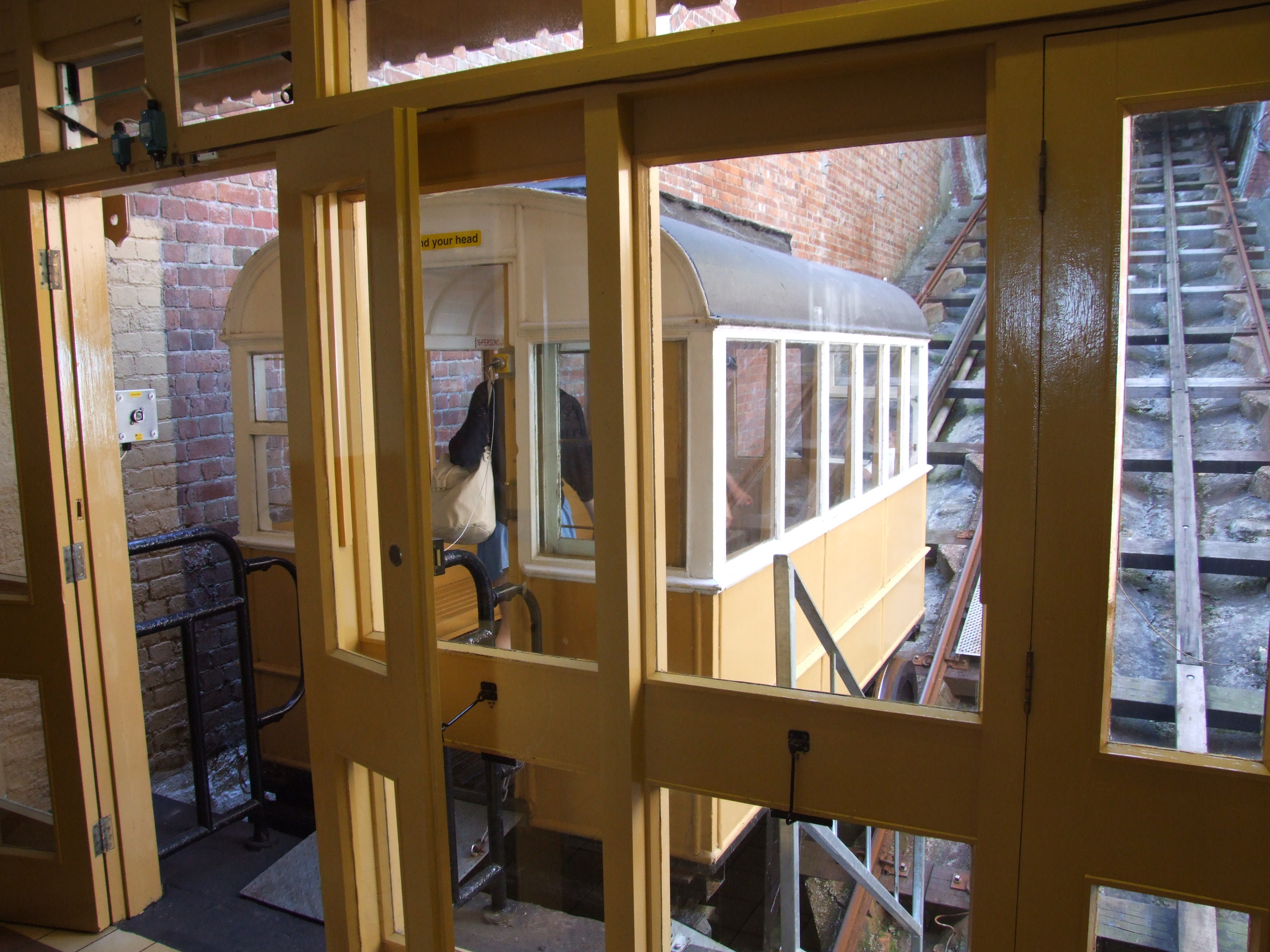
Fahrzeug in der Talstation
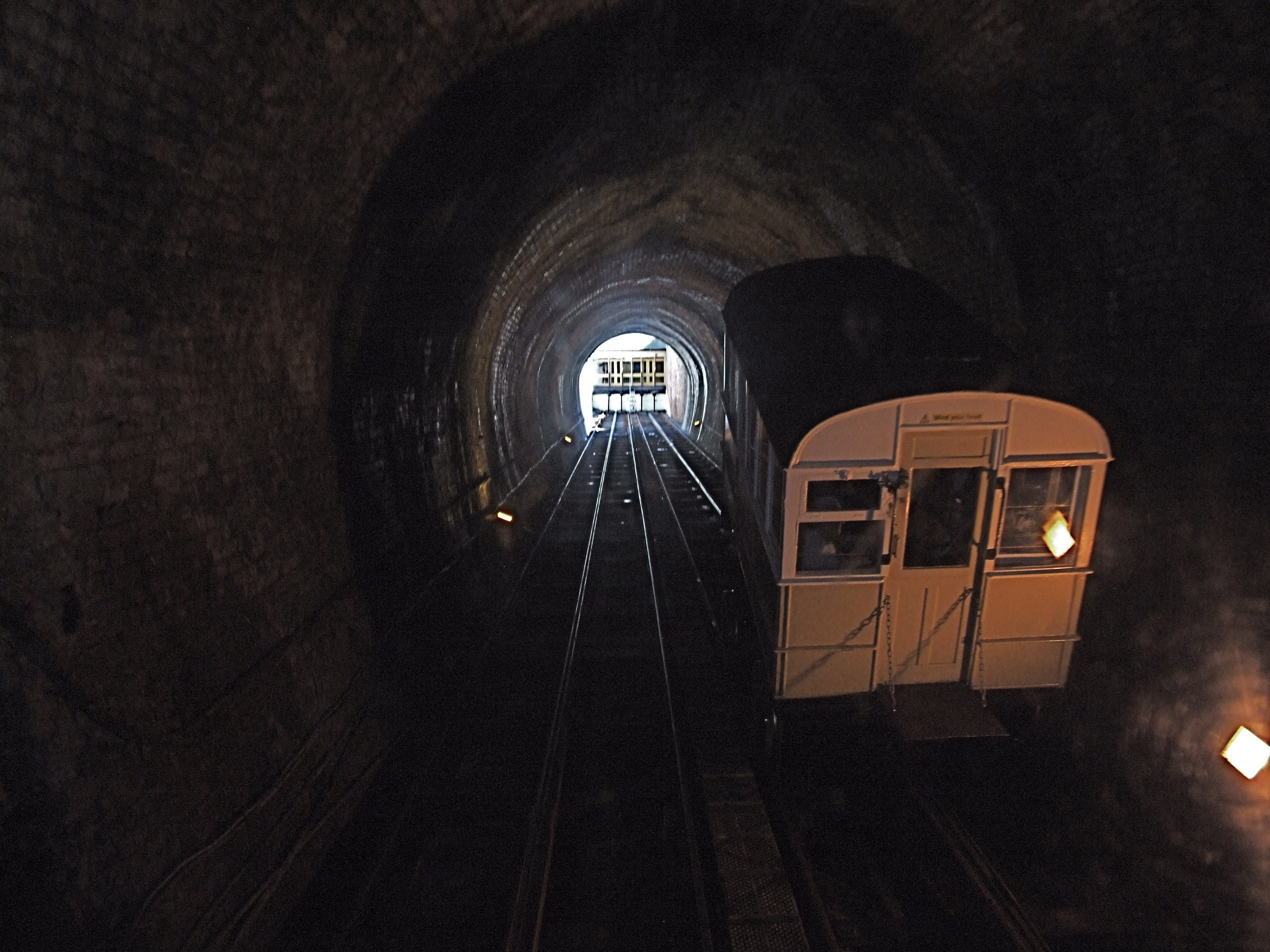
Begegnung im Tunnel
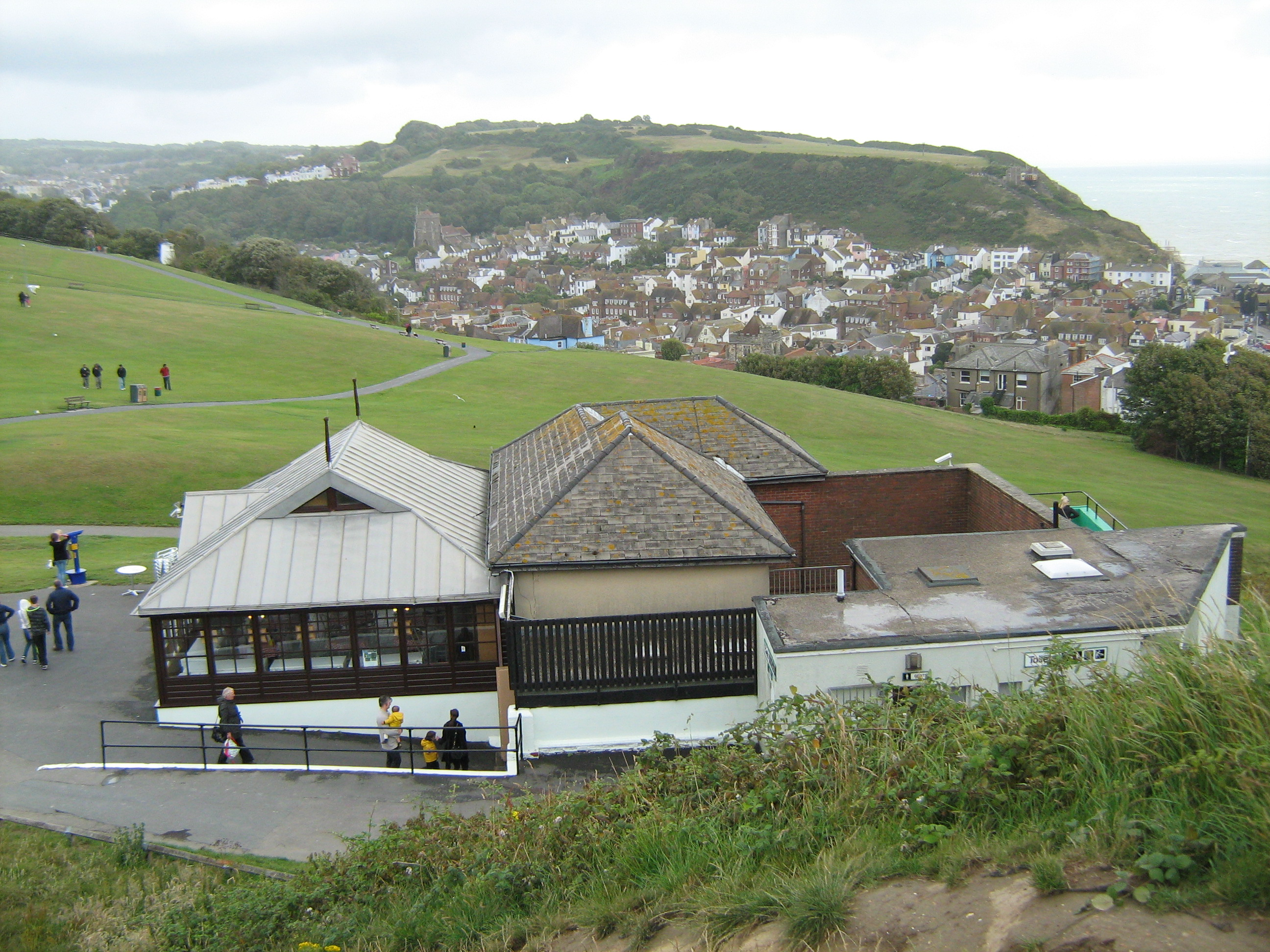
Bergstation